# Бернардо Аньйор
Бернардо Аньйор (ісп. Bernardo Añor, нар. 7 жовтня 1959, Каракас) — венесуельський футболіст, що грав на позиції півзахисника, зокрема за національну збірну Венесуели.

## Клубна кар'єра
У дорослому футболі дебютував 1979 року виступами за команду «Бінго», в якій провів два сезони. 
У другій половині 1980-х років грав за «Депортіво Італія», болівійський «Дестроєрс» та «Каракас».

## Виступи за збірні
1980 року  захищав кольори олімпійської збірної Венесуели. У складі цієї команди провів 3 матчі. У складі збірної — учасник футбольного турніру на Олімпійських іграх 1980 року у Москві.
1979 року дебютував в офіційних матчах у складі національної збірної Венесуели.
У складі збірної був учасником розіграшу Кубка Америки 1979 року і розіграшу Кубка Америки 1989 року. Загалом протягом кар'єри у національній команді, яка тривала 16 років, провів у її формі 15 матчів, забивши 3 голи.

## Титули і досягнення
- Переможець Ігор Центральної Америки та Карибського басейну: 1982